# Port lotniczy Fuerteventura
Port lotniczy Fuerteventura – port lotniczy położony 5 km na południe od Puerto del Rosario, na wyspie Fuerteventura. Jest jednym z największych portów lotniczych na Wyspach Kanaryjskich. W 2006 obsłużył 4 424 880 pasażerów.

## Linie lotnicze i połączenia
| Linia Lotnicza               | Kierunek |
| ---------------------------- | --- |
| Aer Lingus                   | Sezonowo: 1. Dublin |
| AlbaStar                     | Sezonowo: 1. Mediolan-Bergamo |
| Austrian Airlines            | Sezonowo: 1. Wiedeń |
| Binter Canarias              | 1. Gran Canaria 2. La Palma 3. Teneryfa-Północ Sezonowo: 1. Madera |
| British Airways              | Sezonowo: 1. Londyn-Gatwick (od 2 listopada 2023) |
| Canaryfly                    | 1. Gran Canaria 2. Teneryfa-Północ |
| Chair Airlines               | Sezonowo: 1. Zurych |
| Condor                       | 1. Düsseldorf 2. Frankfurt 3. Hamburg 4. Lipsk 5. Monachium 6. Stuttgart |
| Corendon Airlines            | 1. Kolonia/Bonn 2. Düsseldorf 3. Hanower 4. Norymberga |
| EasyJet                      | 1. / Bazylea 2. Berlin 3. Bristol 4. Londyn-Gatwick 5. Londyn-Luton 6. Mediolan-Malpensa Sezonowo: 1. Amsterdam 2. Birmingham (od 4 kwietnia 2024) 3. Edynburg 4. Manchester |
| Edelweiss Air                | 1. Zurych |
| Eurowings                    | 1. Kolonia/Bonn 2. Düsseldorf 3. Hamburg Sexonowo: 1. Berlin 2. Norymberga (od 3 listopada 2023) 3. Stuttgart |
| Eurowings Discover           | 1. Frankfurt 2. Monachium |
| Enter Air                    | 1. Katowice 2. Warszawa-Okęcie 3. Poznań 4. Wrocław Sezonowe czartery: 1. Karlsruhe/Baden-Baden |
| Finnair                      | Sezonowe czartery: 1. Helsinki |
| Freebird Airlines            | Sezonowe czartery: 1. Kolonia/Bonn 2. Lipsk 3. Paderborn/Lippstadt |
| Iberia                       | 1. Madryt Sezonowo: 1. Sewilla 2. Walencja |
| Iberia Express               | 1. Madryt |
| Jet2.com                     | 1. Belfast-International 2. Birmingham 3. Bristol 4. East Midlands 5. Edynburg 6. Glasgow 7. Leeds/Bradford 8. Liverpool (od 30 marca 2024) 9. Londyn-Stansted 10. Manchester 11. Newcastle |
| Lufthansa                    | Sezonowo: 1. Monachium |
| Luxair                       | 1. Luksemburg |
| Marabu                       | Sezonowo: 1. Monachium |
| Neos                         | 1. Bolonia 2. Mediolan-Malpensa 3. Rzym-Fiumicino 4. Werona |
| Play                         | Sezonowo: 1. Reykjavík-Keflavík (od 29 grudnia 2023) |
| Ryanair                      | 1. Barcelona 2. Mediolan-Bergamo 3. Berlin 4. Birmingham 5. Bolonia 6. Bruksela-Charleroi 7. Kolonia/Bonn 8. Cork (od 2 listopada 2023) 9. Dublin 10. East Midlands 11. Edynburg 12. Leeds/Bradford 13. Liverpool 14. Londyn-Luton 15. Londyn-Stansted 16. Madryt 17. Manchester 18. Memmingen 19. Neapol 20. Newcastle 21. Piza 22. Santiago de Compostela 23. Sewilla 24. Shannon 25. Walencja 26. Wiedeń Sezonowo: 1. Kraków (od 3 listopada 2023) 2. Rzym-Fiumicino 3. Weeze |
| Scandinavian Airlines System | Sezonowe czartery: 1. Kopenhaga 2. Göteborg 3. Oslo-Gardermoen |
| Smartwings                   | 1. Brno 2. Budapeszt 3. Katowice 4. Praga 5. Warszawa-Okęcie |
| Sunclass Airlines            | Sezonowe czartery: 1. Sztokholm-Arlanda |
| Sundair                      | 1. Berlin 2. Brema 3. Drezno 4. Kassel |
| TAP Portugal                 | 1. Lizbona |
| Transavia.com                | 1. Amsterdam Sezonowo: 1. Nantes 2. Paryż-Orly |
| TUI Airways                  | 1. Birmingham 2. Bristol 3. Londyn-Gatwick 4. Manchester |
| TUI fly Belgium              | 1. Bruksela |
| TUI fly Deutschland          | 1. Düsseldorf 2. Frankfurt 3. Hanower 4. Monachium 5. Stuttgart |
| TUI fly Netherlands          | 1. Amsterdam 2. Rotterdam |
| Volotea                      | 1. Asturia 2. Bordeaux 3. Lyon 4. Marsylia 5. Nantes 6. Tuluza Sezonowo: 1. Lille |
| Vueling Airlines             | 1. Barcelona 2. Bilbao 3. Malaga 4. Paryż-Orly 5. Santiago de Compostela 6. Sewilla |
| Wizz Air                     | Sezonowo: 1. Katowice 2. Warszawa-Okęcie |